# 氣冷式引擎
氣冷式引擎或空冷式引擎是藉由空氣流動冷卻引擎的設計。

## 簡介
目前使用的內燃機多半依靠密閉式迴路散熱，散熱迴路中會攜帶水或是冷卻液等介質將內燃機無法轉化作功的熱量攜出，這種通常稱為液冷設計。
氣冷式設計則是在內燃機上裝設散熱鰭片，主要裝設位置在汽缸體與汽缸頭；鰭片的配置可增加空氣與汽缸的接觸面積，使內燃機產生的熱量獲得更多面積得以傳導；散熱所需的空氣對流則利用風扇或是整流罩加壓等設計加快對流速度。
氣冷式引擎優點是構造簡單、在多汽缸引擎設計時相較於液冷引擎較為輕盈，缺點則是溫度容易受到狀況改變。